# アプライド・マイクロ・サーキット
アプライド・マイクロ・サーキット (Applied Micro Circuits Corporation、AMCC) は、アメリカ合衆国の半導体製造企業。主に、組み込みシステムおよび光伝送網制御回路向けマイクロコントローラー、およびストレージ製品を設計・開発するファブレス半導体企業である。
2009年、アプライドマイクロ社は、ブランド名をAMCCからAppliedMicroに変更したが、正式名称は「Applied Micro Circuits Corporation」のままである。

## 歴史と製品
2004年、AMCCはIBMからPowerPC400マイクロプロセッサに関するIP、その知的財産権、技術者を2億2700万ドルで買収し、現在は自社名で同プロセッサの開発を継続しPowerPC製品を販売している。この買収には、IBMのSoC設計手法と先進のCMOSプロセス技術へのアクセスも含まれている。

### 製品別グループ

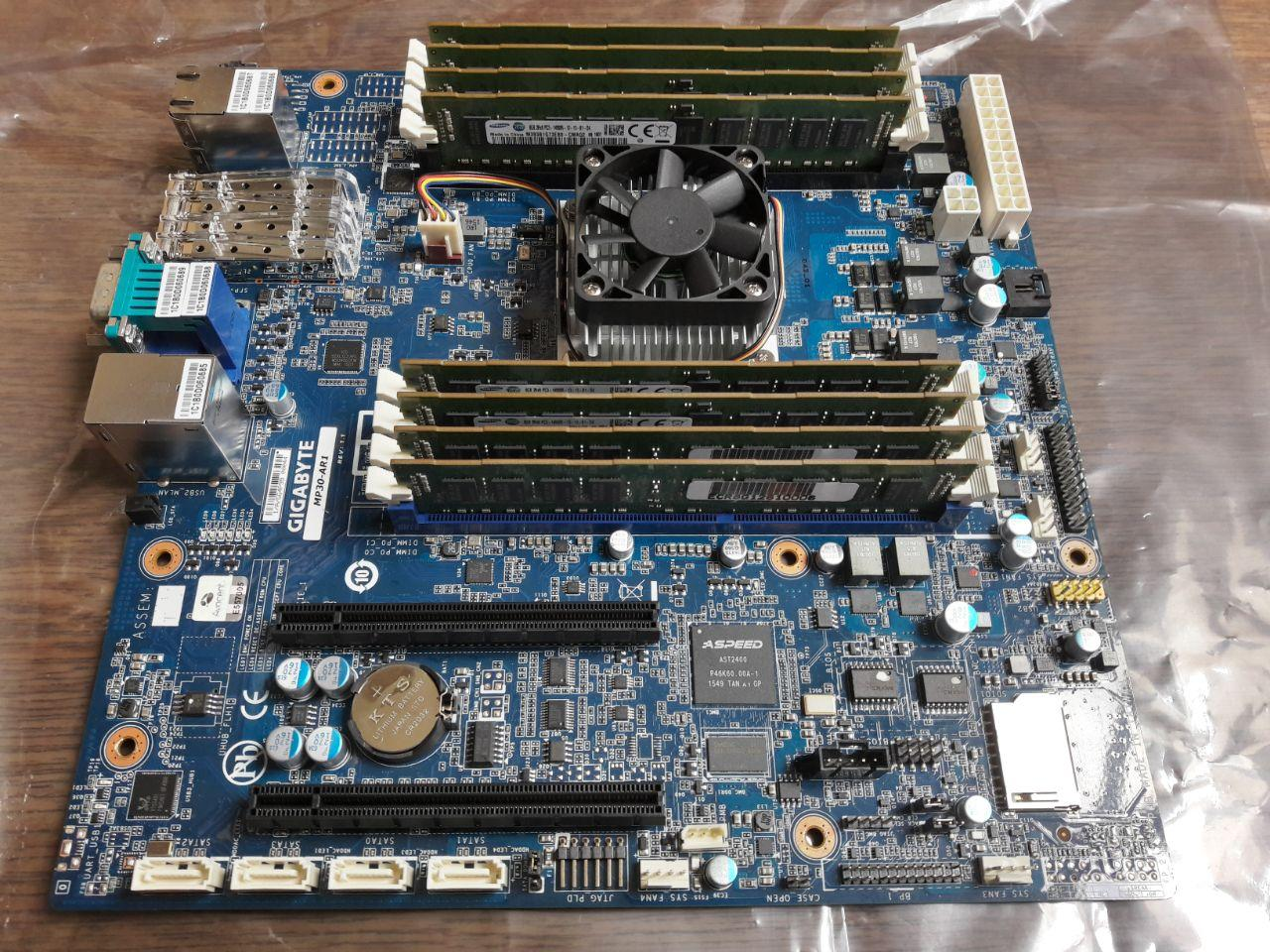
X-Geneを搭載したGigabyte社製マザーボード

#### プロセッサー製品グループ
プロセッサー製品グループは、組み込みシステム用マイクロコントローラのほか、サーバープロセッサ、パケットプロセッサ、ストレージプロセッサを設計、販売していた。このグループには、旧MMCネットワークス社のネットワークプロセッサ（2000年8月買収）とIBM PowerPC 4xxシリーズマイクロコントローラ（2004年4月買収）が含まれている。
IBM PowerPC 400ファミリー（405シリーズ、440シリーズの製品名）を買収して以来、440CPUを搭載した460シリーズ、マルチコアのPowerアーキテクチャデバイスを開発した。
2008年1月、AppliedMicro PowerPC 405EXは、Electronic Product誌のProduct of the Year 2007に選ばれた。
2011年10月、クラウドやエンタープライズサーバ向けのARM 64ビットソリューション、X-Gene Platformを発表した。

#### コネクティビティ製品グループ
コネクティビティ製品グループは、光伝送網用物理層デバイスであるフレーマー／マッパー、スイッチファブリック用デバイスの設計、製造、販売を行っている。

### ブランド名の変更
2009年、ブランド名をAMCCからAppliedMicroに変更したが、正式名称は「Applied Micro Circuits Corporation」のままである。

2011年、X-GeneプラットフォームでARMv8-Aアーキテクチャを実装した最初の企業になった。2012年11月のARM TechConでは、FPGAエミュレーションを用いたX-Gene Platformによる高度なウェブ検索機能とApache Hadoopソフトウェア環境でのビッグデータワークロードの処理能力のデモンストレーションを行った。X-Geneのシリコン実装は、2013年6月に初めて公に展示された。
2016年4月、発売予定のサーバーチップ「X-Gene 3」の情報が公開された。発売予定は2017年後半だった。X-Gene 2よりも性能が向上し、x86-64アーキテクチャを採用したサーバーと良い競争ができると予測された。

## 買収企業一覧
アプライドマイクロ社は、新市場参入のために長年にわたって、中小規模の企業を買収してきた。
| 買収年月   | 買収企業名                             | 専門分野                                             | 金額（百万＄）  |
| ---------- | -------------------------------------- | ---------------------------------------------------- | --------------- |
| 1998年4月  | Ten Mountain Design                    | ネットワーク用トランシーバ設計                       |                 |
| 1999年3月  | Cimaron Communications                 | SONETチップ                                          | $115 株式取得   |
| 2000年4月  | Yuni Networks                          | テラビットパケットスイッチ用スイッチングファブリック | $241 株式取得   |
| 2000年4月  | Chameleon Technologies                 | ファイバーチャネル、SONET 製品                       |                 |
| 2000年4月  | PBaud Logic Inc.                       | SONET、forward-error-correction 製品                 |                 |
| 2000年9月  | Silutia                                | CMOS mixed-signal 設計                               | $0,566 株式持分 |
| 2000年8月  | MMC Networks                           | network processors                                   | $4500 株式取得  |
| 2001年3月  | Raleigh Technology Corporation (RTC)   | Ethernet QoS ASICs                                   |                 |
| 2003年9月  | PowerPRS product line from IBM         | switch fabrics                                       | $47             |
| 2003年12月 | JNI                                    | Fibre Channel製品                                    | $196            |
| 2004年4月  | PowerPC 400 シリーズ ライン（IBMより） | 組み込みシステム用マイクロプロセッサ                 | $227            |
| 2004年4月  | 3ware                                  | 無線制御チップ                                       | $150            |
| 2006年8月  | Quake Technologies                     | 10Gb イーサネットトランシーバ                        | $69             |

2016年11月、MACOM Technology SolutionsはAMCCを買収すると発表した。買収は2017年1月26日に完了した。その後MACOMは2017年10月中にプロセッサ部門を非公開投資会社The Carlyle Groupに売却した。